# Emiliano Zapata, Villa de Zaachila
Emiliano Zapata är en ort i Mexiko.   Den ligger i kommunen Villa de Zaachila och delstaten Oaxaca, i den sydöstra delen av landet, 400 km sydost om huvudstaden Mexico City. Emiliano Zapata ligger 1 512 meter över havet och antalet invånare är 605.
Terrängen runt Emiliano Zapata är kuperad österut, men västerut är den platt. Runt Emiliano Zapata är det ganska tätbefolkat, med 67 invånare per kvadratkilometer. Närmaste större samhälle är Oaxaca de Juárez, 14,5 km norr om Emiliano Zapata. Trakten runt Emiliano Zapata består till största delen av jordbruksmark.